# Gripau de ventre de foc oriental
El gripau de ventre de foc oriental és una espècie d'amfibi anur de la família Bombinatoridae que viu a Corea, el nord-est de la Xina i zones limítrofes de Rússia.